# نيكولاس واتسون
نيكولاس واتسون (بالإنجليزية: Nicholas Watson)‏ هو صانع أفلام أمريكي، ولد في 9 يوليو 1977.